# Jacques Bonnet
Jacques Bonnet (1949) è uno scrittore francese.
Autore di romanzi e libri d'arte, dopo aver lavorato per molti anni come editore, è passato dall'altra parte della barricata iniziando l'attività di scrittore con la realizzazione nel 1996 di una monografia su Lorenzo Lotto e nel 1998 del romanzo Un jeune homme rebelle . Con il suo primo romanzo giallo storico, A l'enseigne de l'amitié, uscito nel 2003 e tradotto anche in italiano, incentrato sulla figura del filosofo Giordano Bruno e scritto in maniera esemplare, affrontando temi come la giustizia, la religione, la politica e la morale, ha catturato l'attenzione di molti lettori.

## Opere

### Romanzi gialli storici
- 2003 - A l'enseigne de l'amitié, Liana Lévi,  2003; 2004 (in italiano: La questione del metodo, Ponte alle Grazie,  2003)

### Saggi
- 1999 - Lorenzo Lotto, Adam Biro, 1996
- 2005 - De la coïncidence des opposés et autres variations sur les contraires, Le Cherche midi, 2005
- 2006 - Femmes au bain. Du voyeurisme dans la peinture occidentale, Hazan Eds, 2006
- 2008 - Des bibliothèques pleines de fantômes, Denoël, 2008 (in italiano: I fantasmi delle biblioteche, Sellerio, 2009)